# La République du Centre
La République du Centre, appelé plus communément La Rep', est un journal français de la presse quotidienne régionale basé à Orléans dans le département du Loiret et la région Centre-Val de Loire. Il appartient au Groupe Centre France.
Une édition du journal est diffusée : l'édition "Loiret".

## Géographie
Le journal compte quatre rédactions locales : à Gien, avenue Georges-Clemenceau ; à Montargis, rue Dorée ; à Orléans, avenue des Droits de l'Homme ; à Pithiviers, avenue de la république.
Depuis juin 2014, le nombre d'éditions est réduit à 2, Orléans, regroupant l'agglomération orléanaise, la Sologne et la Beauce et Loiret, regroupant le Pithiverais, le Montargois et le Giennois.
Le journal est également vendu à la gare de Paris-Austerlitz dans le 13e arrondissement de Paris.

## Histoire
Fondé par Roger Secrétain avec l'aide de René Berthelot ainsi qu'avec la participation du personnel sous forme de coopérative ouvrière, le premier numéro est daté du 27 septembre 1944.
La République du Centre succède au quotidien Le Républicain orléanais fondé en 1884, devenu Le Républicain du Centre sous l'Occupation allemande pendant la Seconde Guerre mondiale et supprimé à la Libération comme tous les journaux ayant paru sous le régime de Vichy.
Les locaux du Républicain orléanais, situés dans la rue Royale à Orléans, ayant été détruits par les bombardements aériens de juin 1940, le quotidien orléanais doit chercher d'autres bâtiments et s'installe dans la rue du Bourdon-Blanc, où l'imprimerie demeurera jusqu'en 1969, date de son installation à Saran situé dans le Nord l'agglomération orléanaise.
Le quotidien reçoit son premier ordinateur en 1965. Après son installation à Saran, en 1969, son matériel d'impression (offset) est un des plus modernes d'Europe. Le quotidien d'Orléans est l'auteur d'un véritable exploit : c'est le premier quotidien à publier, le 30 juin 1969, au lendemain de l'événement, une photo en couleur des premiers pas de l'homme sur la lune.
En 1973, le journal est l'un des premiers à adopter la couleur dans la catégorie des journaux de la presse régionale.
Le journal passe en format tabloïd en janvier 2003.
En 1994, Jacques Camus prend la direction du journal et signe l’éditorial de la première page.
En septembre 2007, le groupe Centre France acquiert 35 % du groupe La République du Centre auquel appartient le journal.
En avril 2010, Centre France prend le contrôle du journal en augmentant sa participation à hauteur de 70 % dans le groupe La République du Centre. Jacques Camus cède alors sa place à Jean-Pierre Caillard et conserve sa fonction d'éditorialiste.
Le 18 janvier 2011, Centre France annonce en comité d'entreprise son intention de mettre fin le 12 mars 2011 à l'édition eurélienne de La République du Centre. Cette décision fait suite au rachat en décembre 2010, de L'Écho républicain, principal quotidien régional d'Eure-et-Loir, par Centre France.
La mise en page du journal est remaniée en avril 2011, elle fait suite au rachat du titre. La première page adopte notamment la maquette propre au journaux du groupe Centre France, avec une ouverture générale privilégiant les sujets magazine par rapport aux sujets d'actualité.
Véronique Gagnepain-Rochette a été nommée présidente directrice générale et directrice de la publication le 10 juin 2022, en remplacement de Soizic Bouju.

### Liste des directeurs généraux successifs

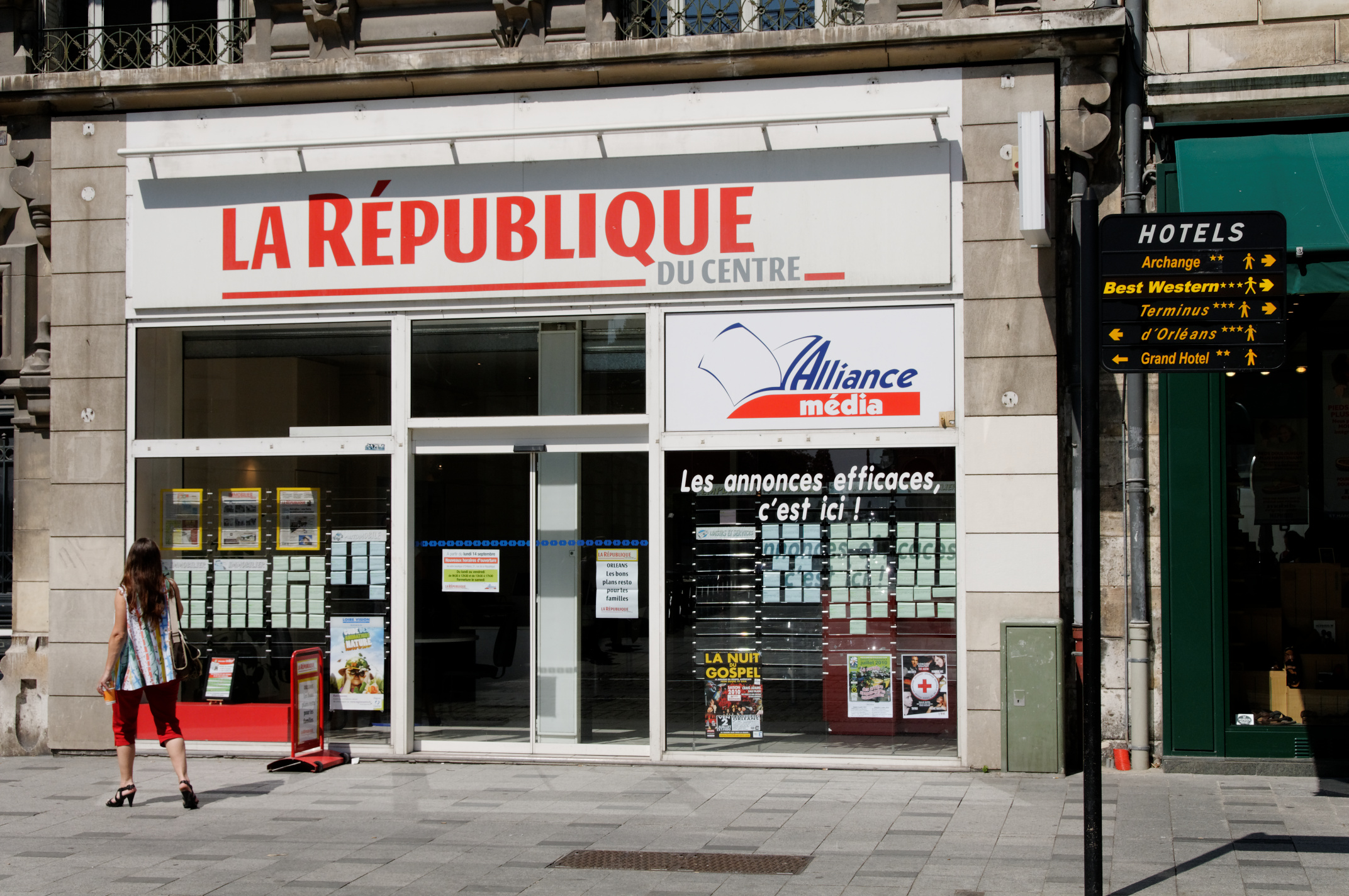
Ancien siège de la rédaction orléanaise, rue de la République, en juin 2010

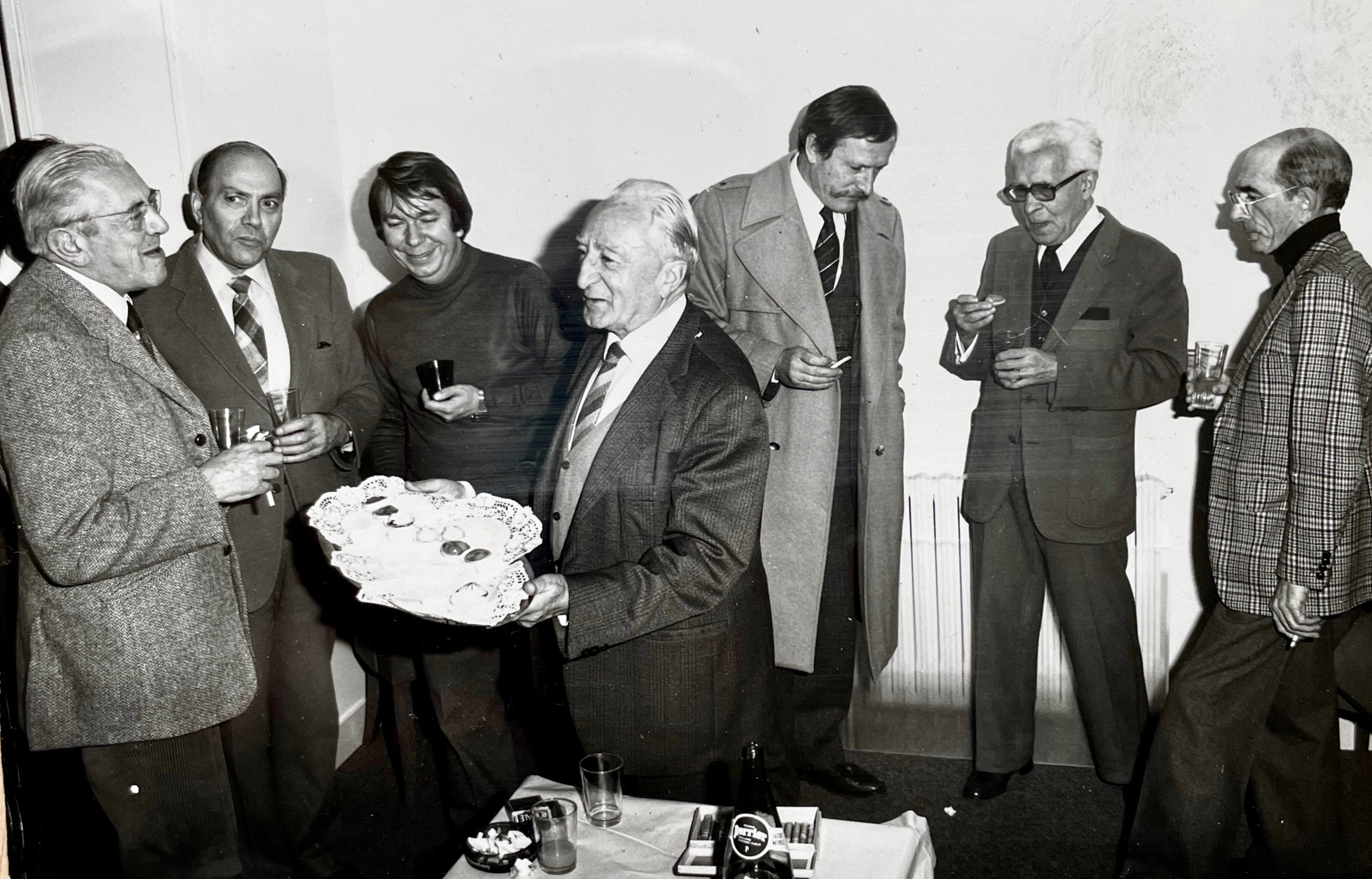
Marc Carré (1er à gauche), Jacques Camus (3e), Roger Secrétain (6e). Fin des années 70.

| Période           |  |  |  | Directeur général            |
| ----------------- |  |  |  | ---------------------------- |
| 1944 - 1947       |  |  |  | Roger Secrétain              |
| 1947 - 1982       |  |  |  | Pierre Carré                 |
| 1982 - 1994       |  |  |  | Marc Carré                   |
| 1994 - 2010       |  |  |  | Jacques Camus                |
| 2010 - 2012       |  |  |  | Jean-Pierre Caillard         |
| 2012 - 2014       |  |  |  | Michel Habouzit              |
| 2014 - 2016       |  |  |  | Olivier Bonnichon            |
| 2016 - 2022       |  |  |  | Soizic Bouju                 |
| depuis le 10/6/22 |  |  |  | Véronique Gagnepain-Rochette |

### Identités visuelles

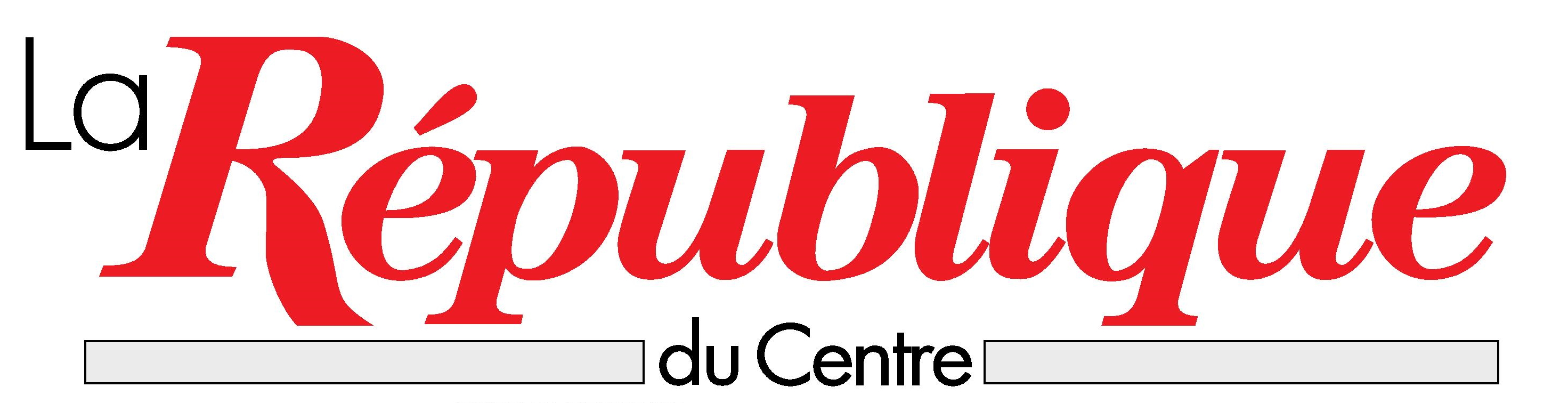
Ancien logotype, jusqu'en 2003
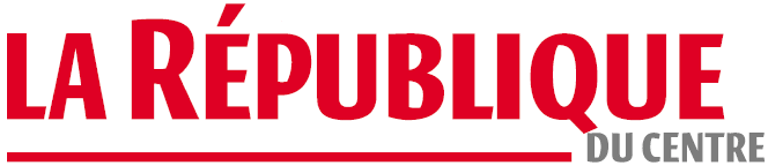
Ancien logotype, jusqu'en 2010
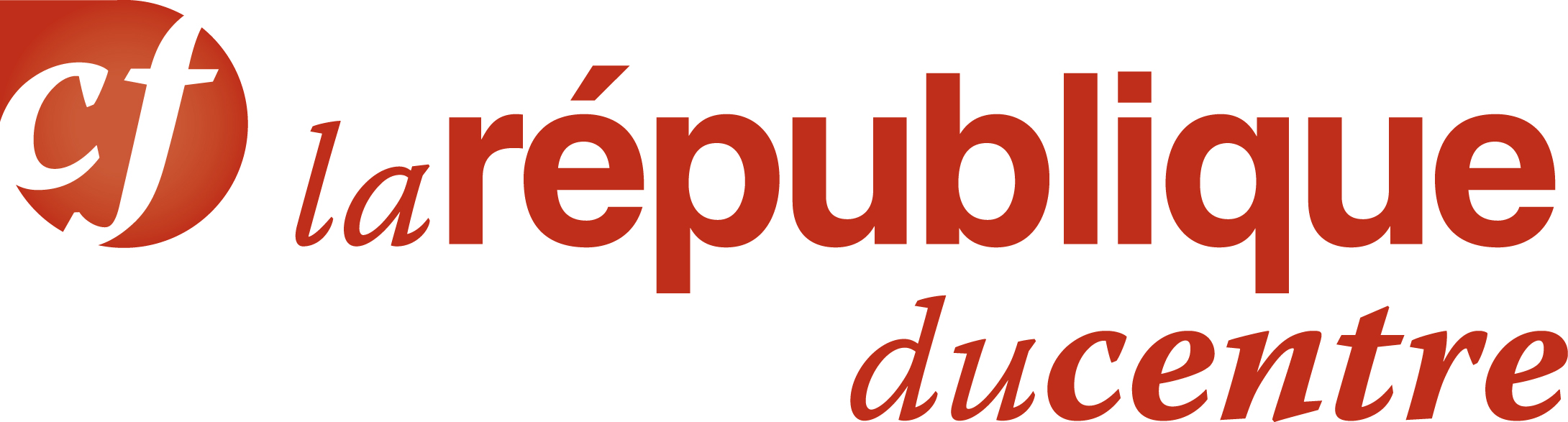
Ancien logotype, jusqu'en octobre 2016
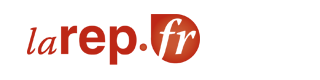
Ancien logotype du site web, jusqu'en octobre 2016
Actuel logotype

## Diffusion
La forte baisse observée entre 2010 et 2011 est en partie due à l'arrêt de l'édition Eure-et-Loir. Celle-ci tirait en effet à 8 885 exemplaires en moyenne par jour en 2009 selon l'OJD.
| Années                                                     | Tirage | Diffusion (payée) | Diffusion (totale) |
| ---------------------------------------------------------- | ------ | ----------------- | ------------------ |
| 2006                                                       | 63 395 | 52 829            | 55 430             |
| 2007                                                       | 62 066 | 51 879            | 54 480             |
| 2008                                                       | 60 350 | 50 773            | 53 063             |
| 2009                                                       | 57 275 | 49 009            | 51 029             |
| 2010                                                       | 55 860 | 47 823            | 49 753             |
| 2011                                                       | 45 979 | 39 905            | 41 951             |
| 2012                                                       | 42 361 | 36 891            | 38 554             |
| 2013                                                       | 39 834 | 35 489            | 37 031             |
| 2014                                                       | 38 045 | 34 213            | 35 710             |
| 2015                                                       | 36 029 | 32 584            | 33 973             |
| 2016                                                       | 34 304 | 31 419            | 32 654             |
| 2017                                                       | 32 821 | 30 237            | 31 390             |
| 2018                                                       | 31 268 | 29 062            | 30 136             |
| 2019                                                       | 29 319 | 27 628            | 28 484             |
| 2020                                                       | 28 509 | 27 051            | 27 848             |
| Source : Diffusion des titres de la presse française, ACPM |        |                   |                    |

## Éléments financiers
Comme la plupart des titres de presse français, le journal La République du Centre bénéficie de subventions versées par l’État français. Ainsi, il a perçu 3,7 millions d’euros d’aide du fonds d'aide à la modernisation de la presse de 2003 à 2010.